# 鉄道博物館 (韓国)

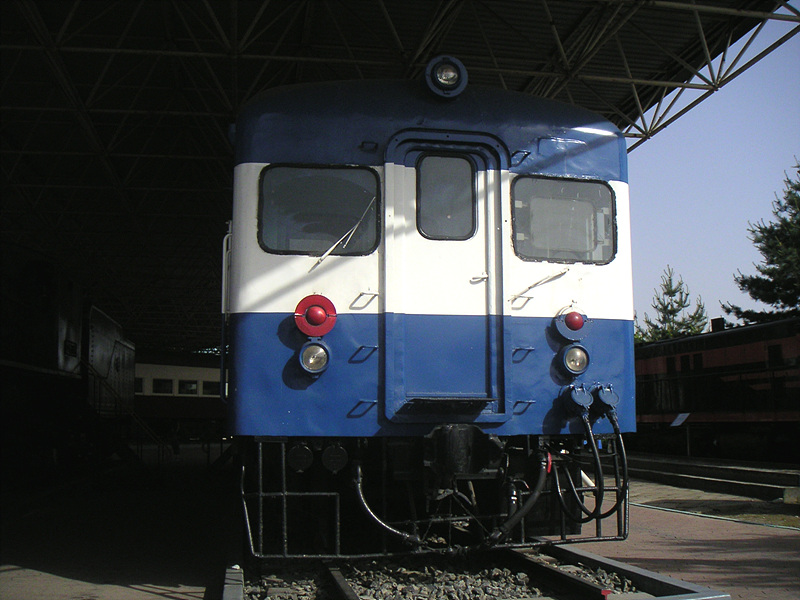
館内に展示されている新潟鉄工所製ピドゥルギ号用気動車。

鉄道博物館（てつどうはくぶつかん）は、大韓民国京畿道義王市の義王駅付近にある鉄道に関する博物館。韓国鉄道公社によって運営されており、1988年1月26日に開館した。

## 主な展示車両
- 韓国鉄道ミカ3型蒸気機関車161号機 - 主に貨物列車を牽引。1981年から1983年に、慶州 - 釜山間で観光列車を牽引したこともある。
- 韓国鉄道パシ5型蒸気機関車23号機 - 主に旅客列車を牽引。
- 韓国鉄道3100型ディーゼル機関車3102号（アメリカALCO社製）
- 大統領専用車（元・朝鮮総督府鉄道局の解放展望一等寝台車（合造車）のテンイネ3形）
- 在韓米軍司令官専用車（朝鮮総督府鉄道局時代の特急『あかつき』用の密閉式展望車ラテンイ1形の改造車）
- トンイル号用客車（13101号車）
- ピドゥルギ号用客車（12061号車）
- 韓国鉄道1000系電車（1001・1301・1115）
- 韓国鉄道9900系電車（9904号）
- 韓国鉄道9211系気動車（NDC）
- 日本製動車 - 新潟鐵工所製（672号）と川崎車輛製（9601形）の2両が保存されている。川崎車輛製の車両は動態保存（後述）
- 韓国鉄道ヒョウキ11形13号機 - 韓国最後の軽便鉄道・水仁線で運用されていた蒸気機関車。
- 韓国鉄道9161形 - 水仁線で運用されていた気動車。
- 水仁線の客車（18011号） - 水仁線で運用されていた客車。

この他、暖房車、貨車、蒸気式クレーン車、マルチプルタイタンパーなどを展示。

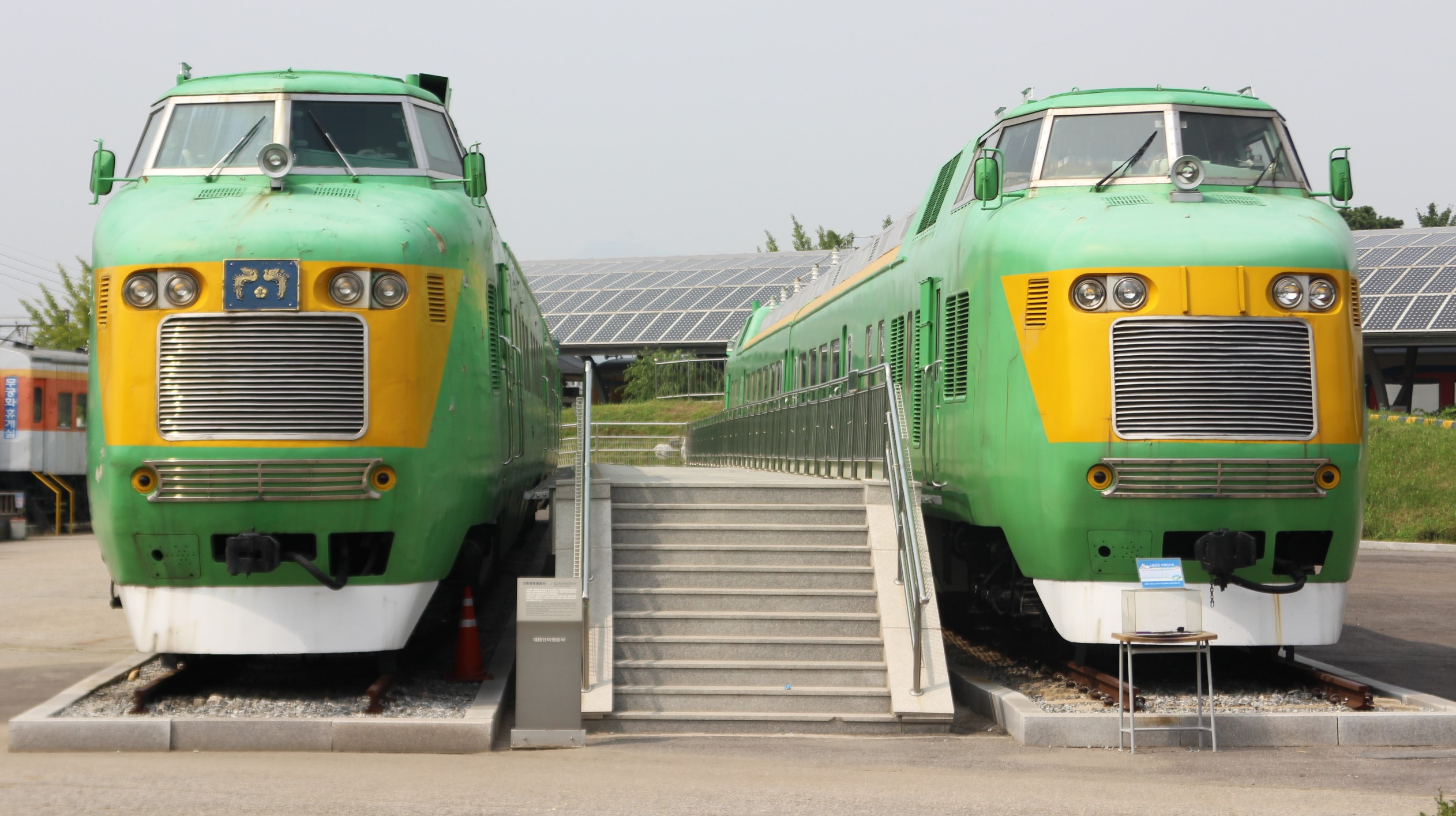
大統領専用列車
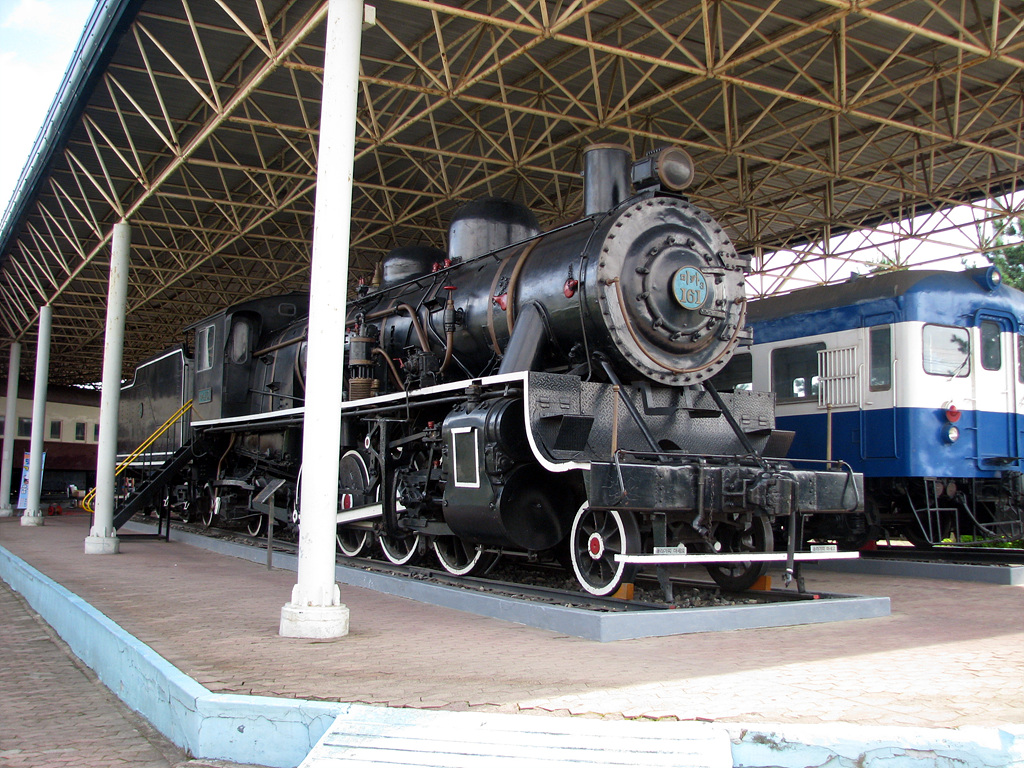
韓国鉄道ミカ3型161号
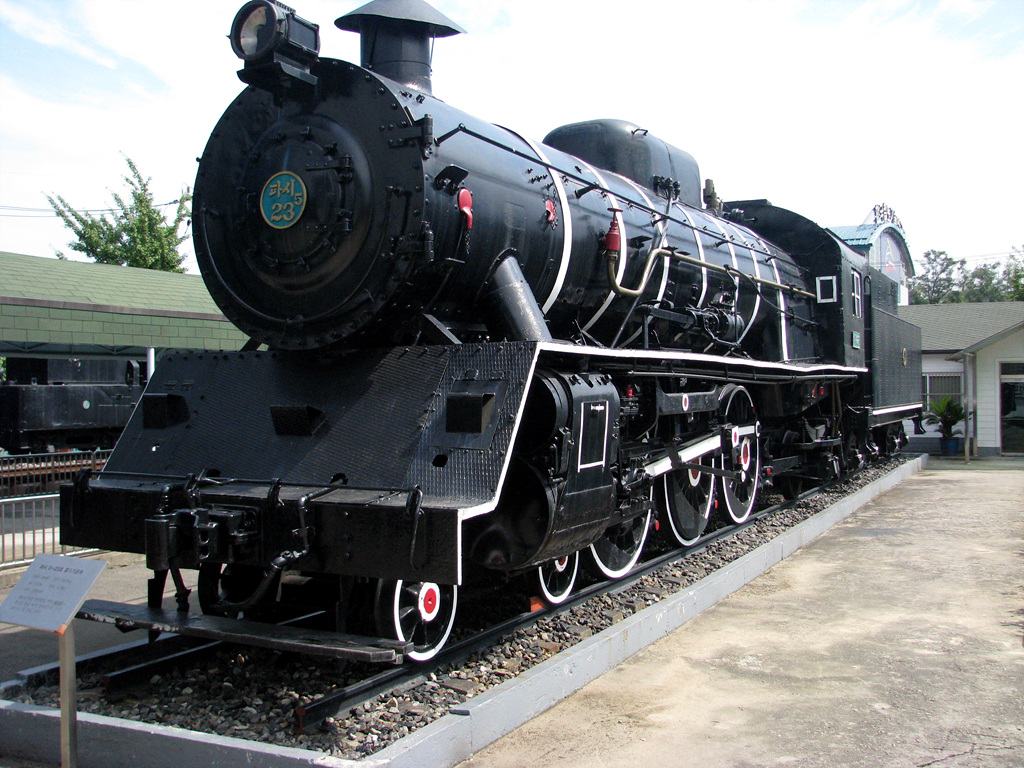
韓国鉄道パシ5型23号
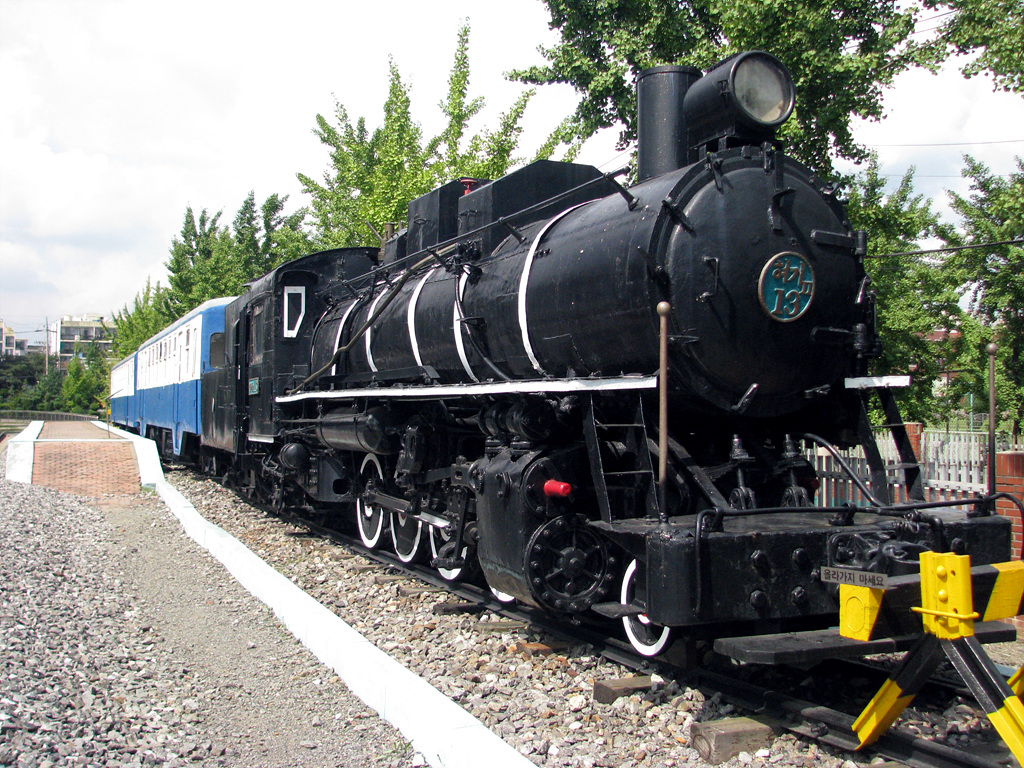
韓国鉄道ヒョウキ（狭軌）11型13号

## 観光列車
ピドゥルギ号に使用された、川崎車両製気動車（9601形）が約300ｍの距離を運行している。以前は水仁線で運用されていた気動車が使われていた。

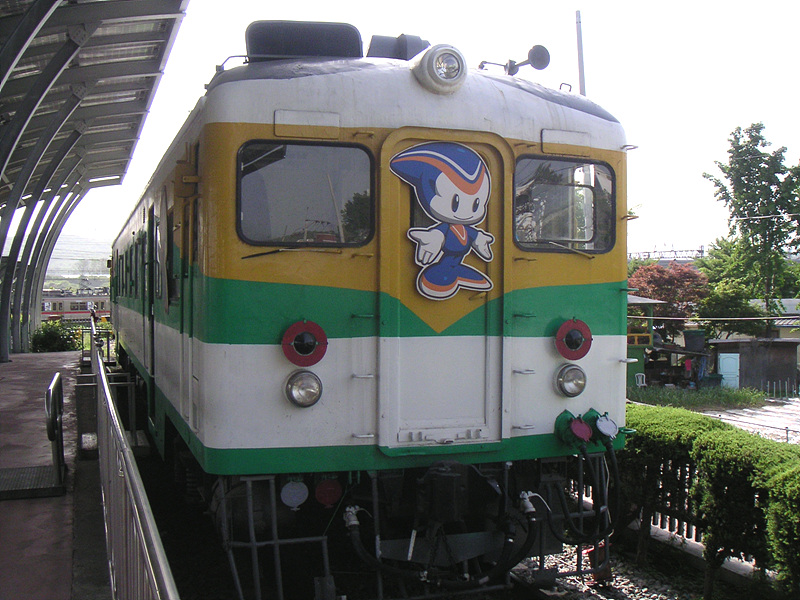
観光列車に使用されている川崎車両製9601形気動車

## 館内展示
- 昔の輸送手段と韓国鉄道史
- 鉄道信号、通票
- 各種機関車
- 駅舎パネル
- 鉄道職員制服、所持品
- 切符、発券装置
- 線路、保線
- 電話通信
- 改札機、踏切装置
- 高速鉄道
- 運転シミュレーション (リニューアル)
- HO鉄道模型パノラマ室
- ミュージアムショップ など

## アクセス
首都圏電鉄1号線義王駅下車、東側出口から線路沿いを南へ7 - 8分歩くと博物館の入口に達する。往復及び博物館の構内から、目の前の京釜線を行きかう列車のほか、京釜線西側に広がるヤードでは南部貨物基地線に出入する貨物列車の入れ替え風景を見ることができる。なお、ソウル中心部から義王駅までは約1時間かかる。

## 開館時間
3月～10月：09:00～18:00、11月～2月：09:00～17:00。入場は閉館30分前まで

休館日：毎週月曜日と祝日の翌日、1月1日、中秋連休期間、別途定める日